# Luca Ortelli
Luca Ortelli (* 8. Februar 1956 in Sorengo) ist ein Schweizer Architekt und Universitätsprofessor.

## Werdegang
Luca Ortelli studierte von 1977 bis 1983 Architektur am Polytechnikum Mailand und diplomierte dort bei Giorgio Grassi. Er lehrte als wissenschaftlicher Mitarbeiter bei Assistenzprofessor Fabio Reinhart an der ETH Zürich (1983–1986), als Professor an der Scuola Tecnica Superiore in Lugano (1985–1989), als Lehrbeauftragter (1989–1991) und als ordentlicher Professor (1992–1997) an der Universität Genf, als Gastprofessor am Schweizer Sitz des Southern California Institute of Architecture (1994–1996) und seit 1997 als ordentlicher Professor an der EPF Lausanne. Er führt ein Architekturbüro mit Sitz in Mendrisio und Lausanne.
Luca Ortelli leitete gemeinsam mit Jacques Lucan die Architekturtheoriereihe des Presses Polytechniques et Universitaires Romandes in Lausanne und publizierte u. a. in Casabella, Lotus International (Redakteur: 1980–1990), domus, Werk, Bauen + Wohnen eine Reihe von wissenschaftlichen Artikeln.

## Bauwerke
- 1993–1998: Staatsarchiv des Kantons Tessin, Bellinzona[3]

## Preise
- 1998: Hase in Bronze für Staatsarchiv des Kantons Tessin, Bellinzona[4]